# Iglesias
Iglesias (sardinski: Igrèsia, Bidd'e Crèsia) je grad i općina (comune) u pokrajini Južnoj Sardiniji u regiji Sardiniji, Italija. Nalazi se na nadmorskoj visini od 200 metara i ima 26 992 stanovnika.
 Prostire se na 208,23 km². Gustoća naseljenosti je 130 st/km².
Susjedne općine su: Buggerru, Carbonia, Domusnovas, Fluminimaggiore, Gonnesa, Musei, Narcao, Siliqua, Vallermosa, Villacidro i Villamassargia.